# Геллибранд, Генри
Генри Геллибранд (англ. Henry Gellibrand, 1597—1637) — английский математик, известный благодаря своему труду про магнитное поле Земли. Открыл, что магнитное склонение — угол отклонения стрелки компаса — непостоянное, а меняется с течением времени. Об этом он заявил в 1635 году, опираясь на предыдущие наблюдения других, которые ещё не были правильно интерпретированы.
Он также разработал метод измерения долготы на основе затмения. В 1633 году Геллибранд издал математические таблицы логарифмов тригонометрических функций Генри Бригса под названием «Trigonometria Britannica».
Был профессором Грешем-колледжа, заменив Эдмунда Гунтера в 1626 году. Похоронен в en:St Peter Le Poer.